# Satanova radost
Satanova radost nebo Joy of Satan (JoS) je webová stránka a západní esoterická okultní organizace, založená v roce 2002 Maxine Dietrichovou (Andrea Maxine-Dietrich). Satanova radost obhajuje „duchovní satanismus“, ideologii, která představuje jedinečnou syntézu teistického satanismu, nacismu, gnostického pohanství, západního esoterismu, konspiračních teorií o UFO a víry v mimozemské civilizace, podobnou tomu, co popularizovali Zecharia Sitchin a David Icke.

## Přesvědčení
Členové věří, že Satan je „pravý otec a Bůh stvořitel lidstva“, jehož přáním bylo, aby se jeho výtvory, lidstvo, povznesly prostřednictvím poznání a porozumění. Jejich antisemitské názory a spojení s bývalým předsedou amerického neonacistického hnutí National Socialist Movement však vyvolávají značné kontroverze.
Satanova radost věří, že démoni jsou starověcí pohanští bohové, kteří stvořili lidstvo.

## Aktivita
Jednou ze zahraničních sekcí Satanovy radosti je i sekce česká.